# Mamiii
Mamiii è un singolo della cantante statunitense Becky G e della cantante colombiana Karol G, pubblicato il 10 febbraio 2022 come terzo estratto dal secondo album in studio di Becky G Esquemas.

## Tracce
Testi e musiche di Rebbeca Marie Gomez, Daniel Echavarría Oviedo, Elena Rose e Carolina Giraldo Navarro.
1. Mamiii – 3:47

## Successo commerciale
Negli Stati Uniti il singolo ha debuttato al vertice della Hot Latin Songs di Billboard, dopo aver totalizzato 17,3 milioni di stream, 6 000 download digitali e 4 milioni di ascolti radiofonici, riuscendo inoltre ad entrare nella Hot 100 al 15º posto, piazzamento più alto raggiunto da entrambe le artiste.

## Classifiche

### Classifiche settimanali
| Classifica (2022)     | Posizione massima |
| --------------------- | ----------------- |
| Argentina             | 9                 |
| Bolivia               | 1                 |
| Cile                  | 1                 |
| Colombia              | 1                 |
| Costa Rica            | 1                 |
| Ecuador               | 1                 |
| El Salvador           | 2                 |
| Messico               | 1                 |
| Panama                | 1                 |
| Paraguay              | 4                 |
| Perù                  | 1                 |
| Portogallo            | 43                |
| Repubblica Dominicana | 1                 |
| Spagna                | 1                 |
| Stati Uniti           | 15                |
| Svizzera              | 36                |

### Classifiche di fine anno
| Classifica (2022) | Posizione |
| ----------------- | --------- |
| Paraguay          | 23        |
| Spagna            | 11        |
| Stati Uniti       | 59        |
| Svizzera          | 88        |
| Uruguay           | 17        |